# Clube Esportivo Nova Esperança
El Clube Esportivo Nova Esperança o CENE és un club de futbol brasiler de la ciutat de Campo Grande a l'estat de Mato Grosso do Sul.

## Història
L'11 de desembre de 1999 el club es fundà a la ciutat de Jardim essent més tard transferit a Campo Grande. El club és propietat de Sun Myung Moon, de l'Església de la Unificació. Ha estat sis cops campió estatal entre els anys 2002 i 2014.

## Palmarès
- Campionat sul-matogrossense:
  - 2002, 2004, 2005, 2011, 2013, 2014[4][5]

## Estadi
CENE disputa els seus partits com a local a l'estadi Arena da Paz, anomenat també Olho do Furação (Ull de l'huracà). Té una capacitat per a 1.500 espectadors.